# Tarpai-Nagyerdő

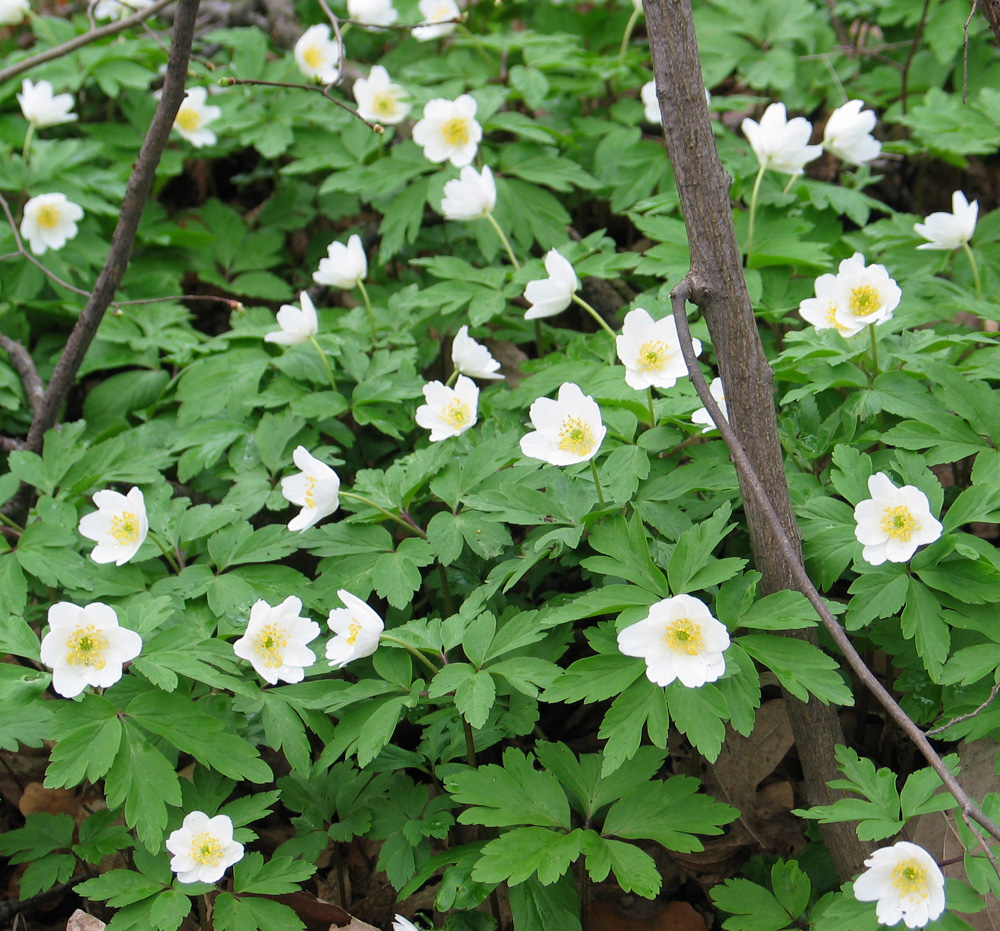
Berki szellőrózsa

A Tarpai Nagyerdő a Tarpai-Nagyhegy mögött húzódik. Az erdőben 150-200 éves, egy-másfél méter vastagságú tölgyek sorakoznak, köztük gyertyánok és juharok, a tömör, nagysúlyú fák utolsó mohikánjai. Valamikor ez az erdő adta a környék vízi- és szárazmalmainak és egyéb építményeinek a faanyagát. A 10 hektárnyi erdő ma génbank.

## Növényvilága

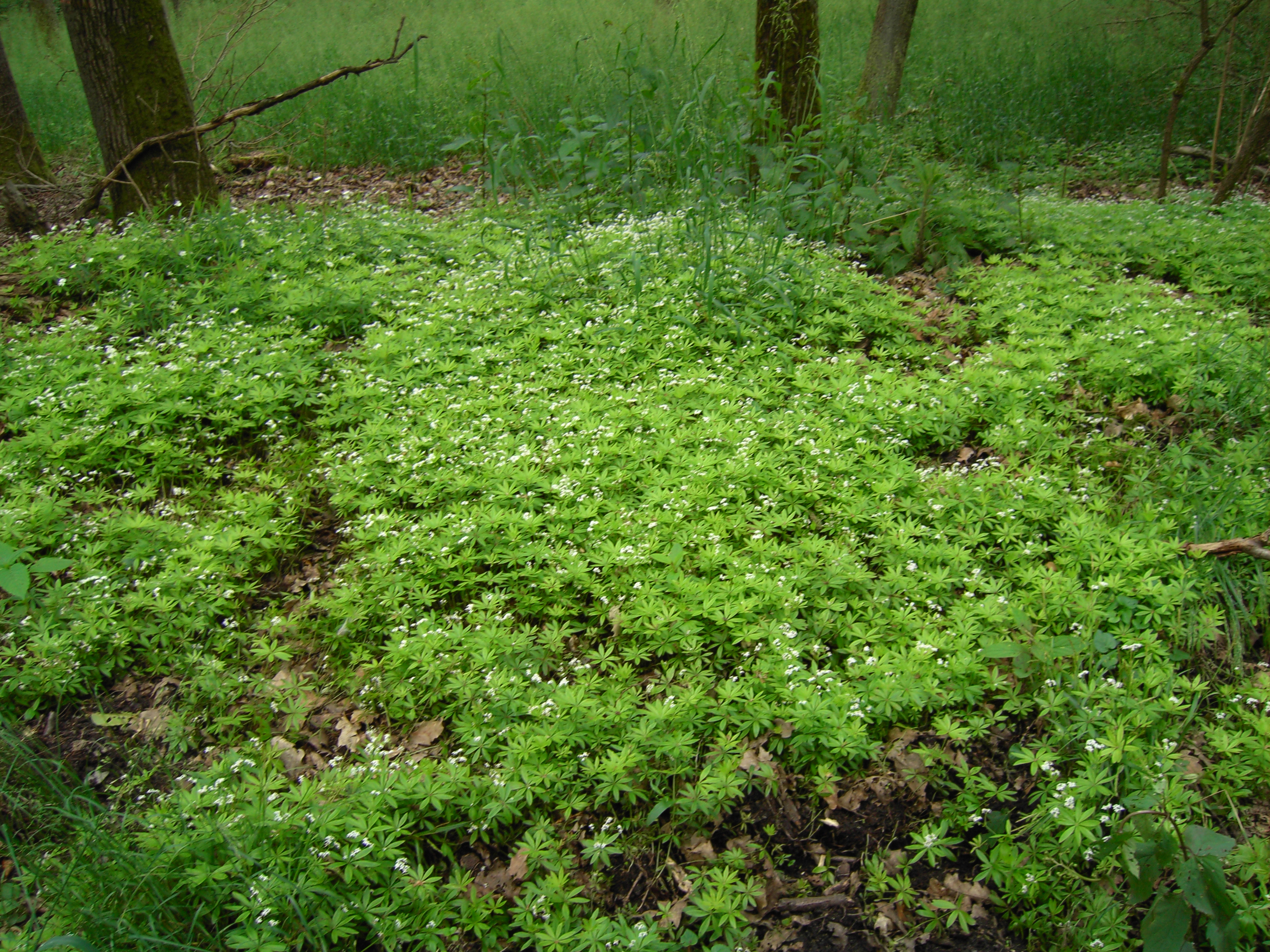
Szagosmüge

Az erdő aljnövényzetére jellemzőek a hegyvidéki elemek; megtalálható itt a szagos müge, a kapotnyak és a berki szellőrózsa, de itt tenyészik a kárpáti sáfrány összefüggő legnagyobb hazai állománya is.

## Állatvilága
Kétéltűek és hüllők közül megtalálható szinte valamennyi hazánkban előforduló faj, köztük a keresztes vipera és a siklóknak több fajtája is, de tömegesen van jelen a mocsári béka, és található itt gőte is. 

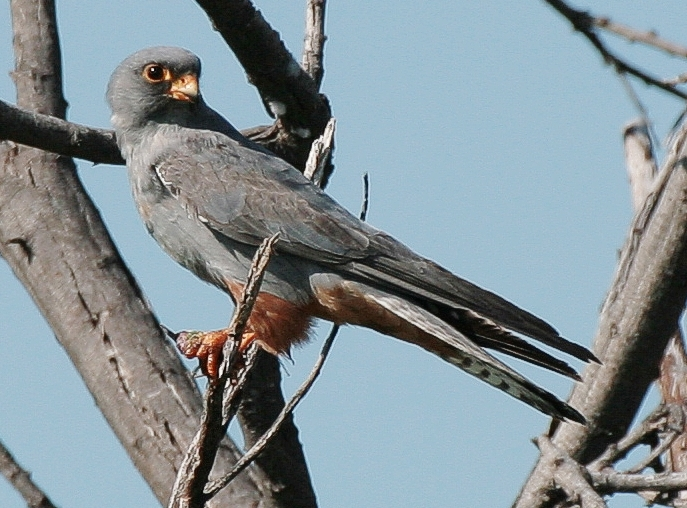
Kék bércse hímje

A madarak közü él itt a holló, a szalakóta, a gyurgyalag, a fekete harkály, és a fekete gólya is. A bagolyfélék közül pedig szinte valamennyi hazai faj megtalálható itt. A ragadozó madarak közül, itt költ az egerészölyv, a héja, akék vércse és a vörös vércse és a kabasólyom is. 
Emlősök közül él itt a védett borz, vidra, nyuszt, vadmacska,  menyét, és a nyest, a rovarevők közül pedig a denevérek és a cickányfélék, de találkozhatunk itt vaddisznóval, szarvassal, őzzel is.
A környék bogárfaunájából pedig többek között az orrszarvú bogár, a nagy hőscincér, és a szarvasbogár is megtalálható itt, és az alföldi nagytájon csak itt fordul elő a szemeslepke.
.

## Források

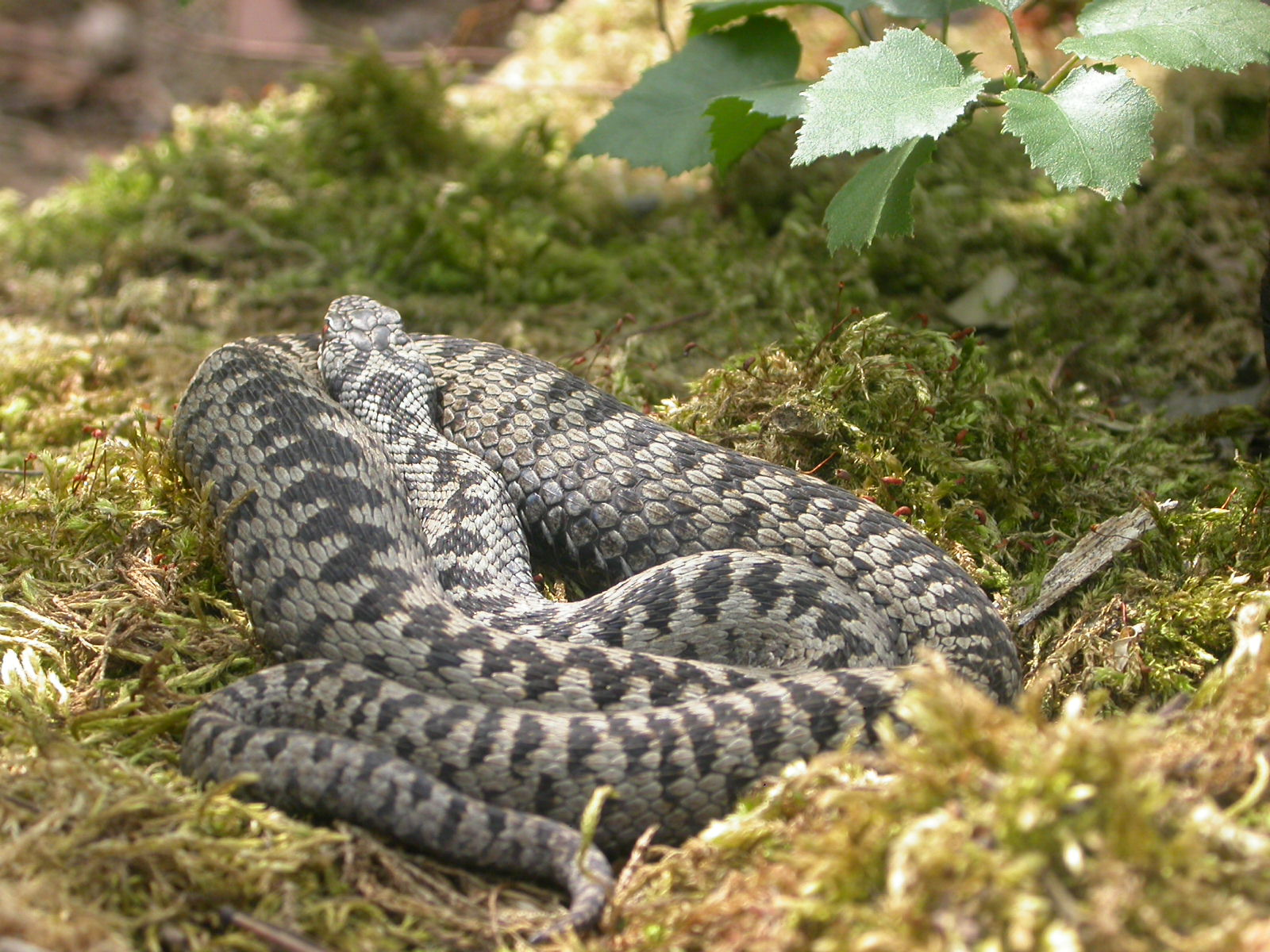
Keresztes vipera